# South Beach, Florida
South Beach är en ort i Indian River County i delstaten Florida, USA.